# Augustinerchorherren-Stift Jasenitz

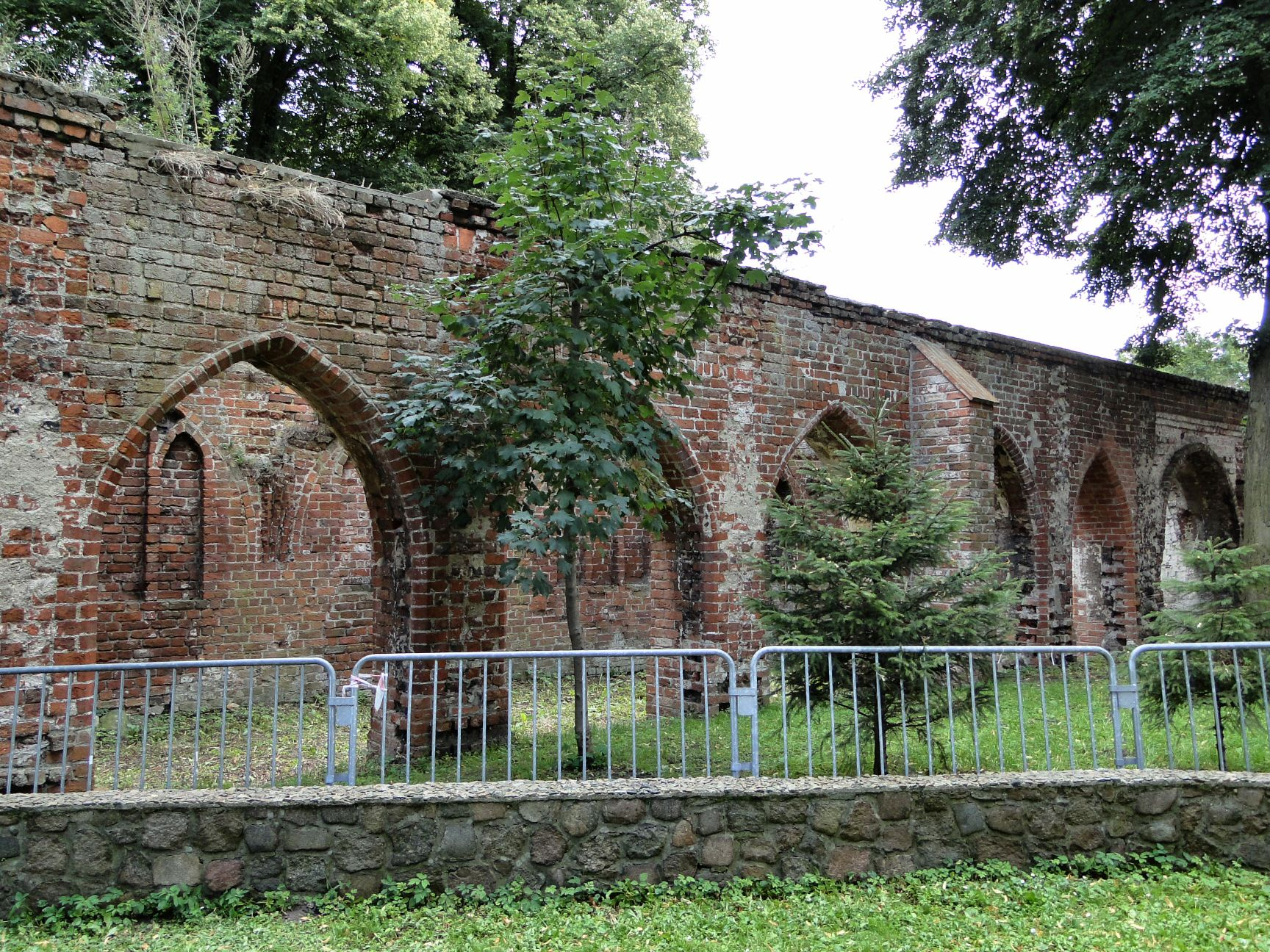
Klosterruine in Jasenitz

Das Stift St. Mariae war eine Ordensniederlassung der Augustiner-Chorherren in Jasenitz, jetzt Jasienica, im heute polnischen Teil Vorpommerns.

## Geschichte
1260 schenkte Herzog Barnim I. von Pommern den Augustiner-Chorherren von St. Victor in Paris ein Stück Land bei Ueckermünde, dieses wird als Beginn des Stiftes angenommen. 1276 wurde es nach Gobelenhagen, wohl Hagen (Tatynia), verlegt.
1331 wurde erstmals der Standort Jasenitz erwähnt. 1334 wurde der Besitz bestätigt, in den folgenden Jahren wurde das Kloster vom Augustinerchorherren-Stift Neumünster aus reformiert.
Aus den folgenden 150 Jahren sind kaum Nachrichten überliefert. Bald nach 1486 ersetzte Herzog Bogislaw X. den Konvent durch Chorherren aus dem Kloster Möllenbeck.
Nach 1531, wahrscheinlich im Zuge der Reformation 1534, wurde das Stift aufgelöst.
Die wertvolle Bibliothek kam erst in die Bibliothek der St.-Petri-Kirche in Wolgast, dann mit dieser in die Universitätsbibliothek Greifswald.
Von den Klostergebäuden, die nach der Säkularisation zum Wohnsitz der pommerschen Herzöge ausgebaut und als Jagdschloss genutzt wurden, sind Ruinen der Kirche erhalten.